# World RX de Gran Bretaña 2019
El World RX de Gran Bretaña 2019, oficialmente Dayinsure World RX de Gran Bretaña fue la cuarta prueba de la Temporada 2019 del Campeonato Mundial de Rallycross. Se celebró del 25 al 26 de mayo de 2019 en el Circuito de Silverstone ubicado en Northamptonshire, Reino Unido.
La prueba fue ganada por Timmy Hansen quien consiguió su segunda victoria de la temporada a bordo de su  Peugeot 208, Andreas Bakkerud término en segundo lugar en su Audi S1 y Anton Marklund finalizó tercero con su Renault Mégane R.S..
En el RX2 International Series, el sueco Oliver Eriksson consiguió su tercera victoria consecutiva de la temporada, fue acompañado en el podio por el finlandés Jesse Kallio y el letón Vasily Gryazin.

## Supercar

### Series
| Pos.            | No. | Piloto              | Equipo                          | Auto                | Q1  | Q2  | Q3  | Q4  | Pts |
| --------------- | --- | ------------------- | ------------------------------- | ------------------- | --- | --- | --- | --- | --- |
| 1               | 21  | Timmy Hansen        | Team Hansen MJP                 | Peugeot 208         | 1º  | 1º  | 2º  | 4º  | 16  |
| 2               | 13  | Andreas Bakkerud    | Monster Energy RX Cartel        | Audi S1             | 3º  | 7º  | 1º  | 1º  | 15  |
| 3               | 71  | Kevin Hansen        | Team Hansen MJP                 | Peugeot 208         | 2º  | 3º  | 4º  | 2º  | 14  |
| 4               | 31  | Joni Wiman          | GRX Taneco Team                 | Hyundai i20         | 9º  | 5º  | 6º  | 3º  | 13  |
| 5               | 92  | Anton Marklund      | GC Kompetition                  | Renault Mégane R.S. | 4º  | 9º  | 5º  | 5º  | 12  |
| 6               | 33  | Lian Doran          | Monster Energy RX Cartel        | Audi S1             | 6º  | 11º | 7º  | 6º  | 11  |
| 7               | 36  | Guerlain Chicherit  | GC Kompetition                  | Renault Mégane R.S. | 5º  | 10º | 14º | 7º  | 10  |
| 8               | 123 | Krisztián Szabó     | EKS Sport                       | Audi S1             | 7º  | 6º  | 15º | 8º  | 9   |
| 9               | 44  | Timo Scheider       | All-Inkl.com Münnich Motorsport | SEAT Ibiza          | 16º | 2º  | 12º | 9º  | 8   |
| 10              | 6   | Jānis Baumanis      | Team STARD                      | Ford Fiesta         | 15º | 4º  | 10º | 11º | 7   |
| 11              | 7   | Timur Timerzyanov   | GRX Taneco Team                 | Hyundai i20         | 10º | 8º  | 13º | 10º | 6   |
| 12              | 42  | Oliver Bennett      | Oliver Bennett                  | Mini Cooper         | 11º | 13º | 8º  | 12º | 5   |
| 13              | 113 | Cyril Raymond       | GCK Academy                     | Renault Clio R.S.   | 13º | 16º | 3º  | 16º | 4   |
| 14              | 3   | Jani Paasonen       | Team STARD                      | Ford Fiesta         | 12º | 14º | 11º | 13º | 3   |
| 15              | 134 | Mark Higgins        | Mark Higgins                    | Peugeot 208         | 14º | 15º | 9º  | 14º | 2   |
| 16              | 96  | Guillaume De Ridder | GCK Academy                     | Renault Clio R.S.   | 8º  | 12º | DNF | DNS | 1   |
| 17              | 84  | Hervé Knapick       | "Knapick"                       | Citroën DS3         | DNS | 17º | 16º | 15º |     |
| Reporte Oficial |     |                     |                                 |                     |     |     |     |     |     |

### Semifinales
Semifinal 1
| Pos.            | No. | Piloto             | Equipo                          | Tiempo    | Pts |
| --------------- | --- | ------------------ | ------------------------------- | --------- | --- |
| 1               | 21  | Timmy Hansen       | Team Hansen MJP                 | 04:04.970 | 6   |
| 2               | 92  | Anton Marklund     | GC Kompetition                  | +3.153    | 5   |
| 3               | 44  | Timo Scheider      | All-Inkl.com Münnich Motorsport | +4.336    | 4   |
| 4               | 36  | Guerlain Chicherit | GC Kompetition                  | +4.847    | 3   |
| 5               | 7   | Timur Timerzyanov  | GRX Taneco Team                 | +5.609    | 2   |
| 6               | 71  | Kevin Hansen       | Team Hansen MJP                 | +10.293   | 1   |
| Reporte Oficial |     |                    |                                 |           |     |

Semifinal 2
| Pos.            | No. | Piloto           | Equipo                   | Tiempo     | Pts |
| --------------- | --- | ---------------- | ------------------------ | ---------- | --- |
| 1               | 13  | Andreas Bakkerud | Monster Energy RX Cartel | 04:06.400  | 6   |
| 2               | 33  | Lian Doran       | Monster Energy RX Cartel | +1.368     | 5   |
| 3               | 123 | Krisztián Szabó  | EKS Sport                | +4.469     | 4   |
| 4               | 6   | Jānis Baumanis   | Team STARD               | +5.438     | 3   |
| 5               | 42  | Oliver Bennett   | Oliver Bennett           | +2 Vueltas | 2   |
| 6               | 31  | Joni Wiman       | GRX Taneco Team          | +6 Vueltas | 1   |
| Reporte Oficial |     |                  |                          |            |     |

### Final
| Pos.            | No. | Piloto           | Equipo                          | Tiempo     | Pts |
| --------------- | --- | ---------------- | ------------------------------- | ---------- | --- |
| 1               | 21  | Timmy Hansen     | Team Hansen MJP                 | 04:03.903  | 8   |
| 2               | 13  | Andreas Bakkerud | Monster Energy RX Cartel        | +0.887     | 5   |
| 3               | 92  | Anton Marklund   | GC Kompetition                  | +1.603     | 4   |
| 4               | 44  | Timo Scheider    | All-Inkl.com Münnich Motorsport | +2.449     | 3   |
| 5               | 123 | Krisztián Szabó  | EKS Sport                       | +7.681     | 2   |
| 6               | 33  | Lian Doran       | Monster Energy RX Cartel        | +2 Vueltas | 1   |
| Reporte Oficial |     |                  |                                 |            |     |

## RX2 International Series

### Series
| Pos.            | No. | Piloto               | Equipo                     | Q1  | Q2  | Q3  | Q4  | Pts |
| --------------- | --- | -------------------- | -------------------------- | --- | --- | --- | --- | --- |
| 1               | 16  | Oliver Eriksson      | Olsbergs MSE               | 1º  | 1º  | 1º  | 1º  | 16  |
| 2               | 47  | Jesse Kallio         | Olsbergs MSE               | 3º  | 2º  | 3º  | 4º  | 15  |
| 3               | 2   | Ben-Philip Gundersen | JC Raceteknik              | 2º  | 3º  | 7º  | 7º  | 14  |
| 4               | 22  | Sami-Matti Trogen    | Set Promotion              | 8º  | 7º  | 2º  | 5º  | 13  |
| 5               | 35  | Fraser McConnel      | Olsbergs MSE               | 9º  | 8º  | 4º  | 2º  | 12  |
| 6               | 6   | William Nilsson      | JC Raceteknik              | 6º  | 4º  | 9º  | 3º  | 11  |
| 7               | 12  | Anders Michalak      | Anders Michalak            | 7º  | 6º  | 6º  | 6º  | 10  |
| 8               | 55  | Vasiliy Gryazin      | Sport Racing Technologies  | 4º  | 5º  | 8º  | 8º  | 9   |
| 9               | 77  | Steven Volders       | National Renstal Trommelke | 10º | 9º  | 5º  | 10º | 8   |
| 10              | 52  | Simon Olofsson       | Simon Olofsson             | 5º  | DNF | 10º | 9º  | 7   |
| 11              | 66  | Albert Llovera       | Albert Llovera             | 11º | 10º | 11º | 11º | 6   |
| Reporte Oficial |     |                      |                            |     |     |     |     |     |

### Semifinales
Semifinal 1
| Pos.            | No. | Piloto               | Equipo                     | Tiempo     | Pts |
| --------------- | --- | -------------------- | -------------------------- | ---------- | --- |
| 1               | 16  | Oliver Eriksson      | Olsbergs MSE               | 04:34.425  | 6   |
| 2               | 2   | Ben-Philip Gundersen | JC Raceteknik              | +3.604     | 5   |
| 3               | 12  | Anders Michalak      | Anders Michalak            | +8.910     | 4   |
| 4               | 35  | Fraser McConnel      | Olsbergs MSE               | +9.329     | 3   |
| 5               | 77  | Steven Volders       | National Renstal Trommelke | +15.199    | 2   |
| 6               | 66  | Albert Llovera       | Albert Llovera             | +5 Vueltas | 1   |
| Reporte Oficial |     |                      |                            |            |     |

Semifinal 2
| Pos.            | No. | Piloto            | Equipo                    | Tiempo    | Pts |
| --------------- | --- | ----------------- | ------------------------- | --------- | --- |
| 1               | 47  | Jesse Kallio      | Olsbergs MSE              | 04:31.729 | 6   |
| 2               | 22  | Sami-Matti Trogen | Set Promotion             | +2.305    | 5   |
| 3               | 55  | Vasiliy Gryazin   | Sport Racing Technologies | +3.426    | 4   |
| 4               | 6   | William Nilsson   | JC Raceteknik             | +3.909    | 3   |
| 5               | 52  | Simon Olofsson    | Simon Olofsson            | +7.553    | 2   |
| Reporte Oficial |     |                   |                           |           |     |

### Final
| Pos.            | No. | Piloto               | Equipo                    | Tiempo     | Pts |
| --------------- | --- | -------------------- | ------------------------- | ---------- | --- |
| 1               | 16  | Oliver Eriksson      | Olsbergs MSE              | 04:20.804  | 8   |
| 2               | 47  | Jesse Kallio         | Olsbergs MSE              | +1.966     | 5   |
| 3               | 55  | Vasiliy Gryazin      | Sport Racing Technologies | +3.996     | 4   |
| 4               | 22  | Sami-Matti Trogen    | Set Promotion             | +6 Vueltas | 3   |
| 5               | 2   | Ben-Philip Gundersen | JC Raceteknik             | +6 Vueltas | 2   |
| 6               | 12  | Anders Michalak      | Anders Michalak           | +6 Vueltas | 1   |
| Reporte Oficial |     |                      |                           |            |     |

## Campeonatos tras la prueba
| Pos | Piloto            | Pts | Dif |
| --- | ----------------- | --- | --- |
| 1   | Timmy Hansen      | 88  |     |
| 2   | Kevin Hansen      | 84  | +4  |
| 3   | Andreas Bakkerud  | 77  | +11 |
| 4   | Jānis Baumanis    | 62  | +26 |
| 5   | Timur Timerzyanov | 61  | +27 |

| Pos | Piloto            | Pts | Dif |
| --- | ----------------- | --- | --- |
| 1   | Oliver Eriksson   | 89  |     |
| 2   | Jesse Kallio      | 76  | +13 |
| 3   | Fraser McConnel   | 61  | +28 |
| 4   | Sami-Matti Trogen | 57  | +32 |
| 5   | Vasily Gryazin    | 51  | +38 |

- Nota: Solamente se incluyen las cinco posiciones principales.